# シェナブ橋
シェナブ橋（シェナブばし、英語: Chenab bridge、ヒンディー語: चिनाब ब्रिज、ウルドゥー語: پل چناب、パンジャーブ語: ਚੇਨਾਬ ਪੁਲ、ベンガル語: চিনাব সেতু、タミル語: செனாப் பாலம்）は、インド共和国ジャンムー・カシミール連邦直轄領リーシー地区のインダス川水系シェナブ川上流に建設中の鋼製アーチ橋と鉄筋コンクリート製高架橋である。

## 概要

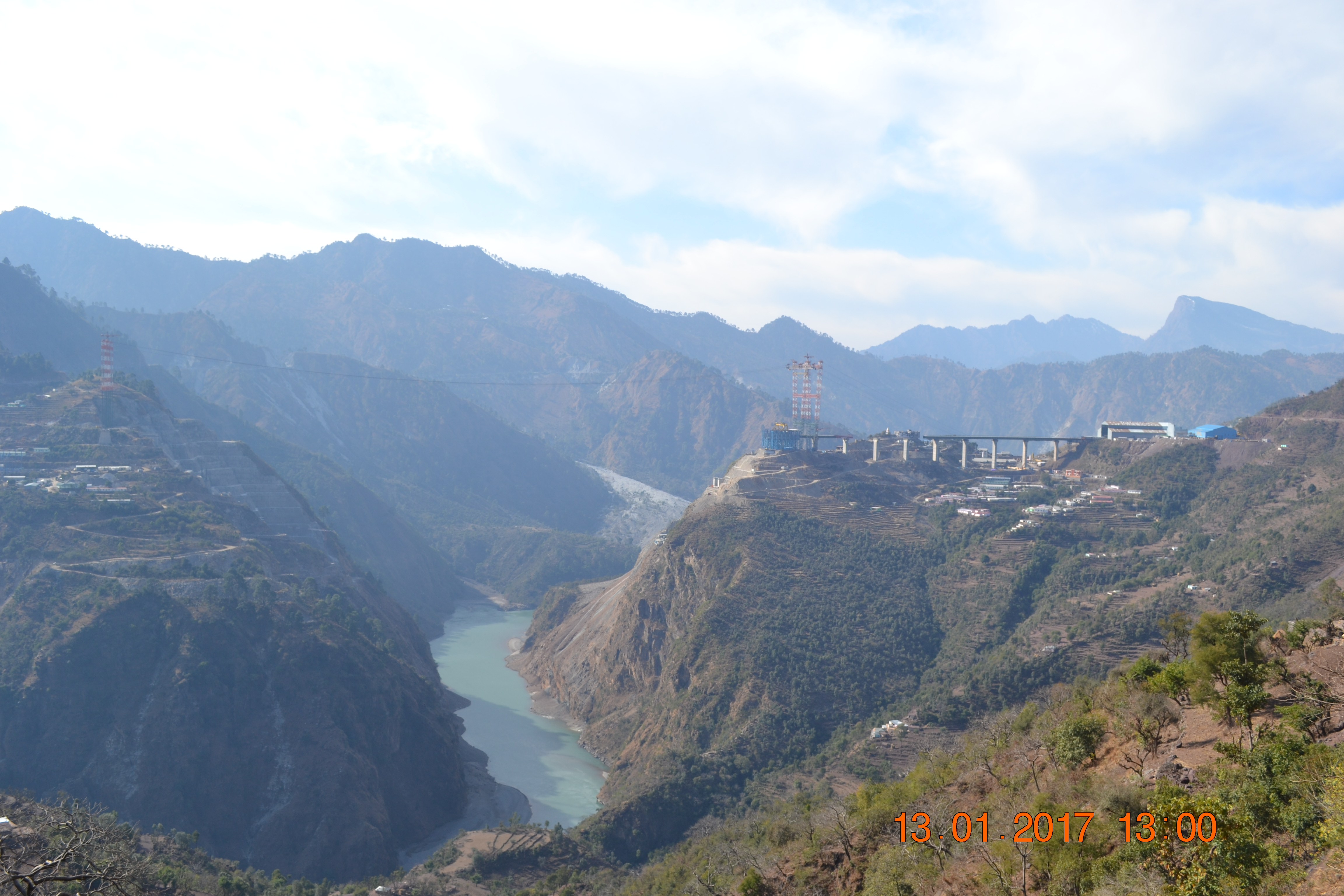
建設中の橋梁（2017年）

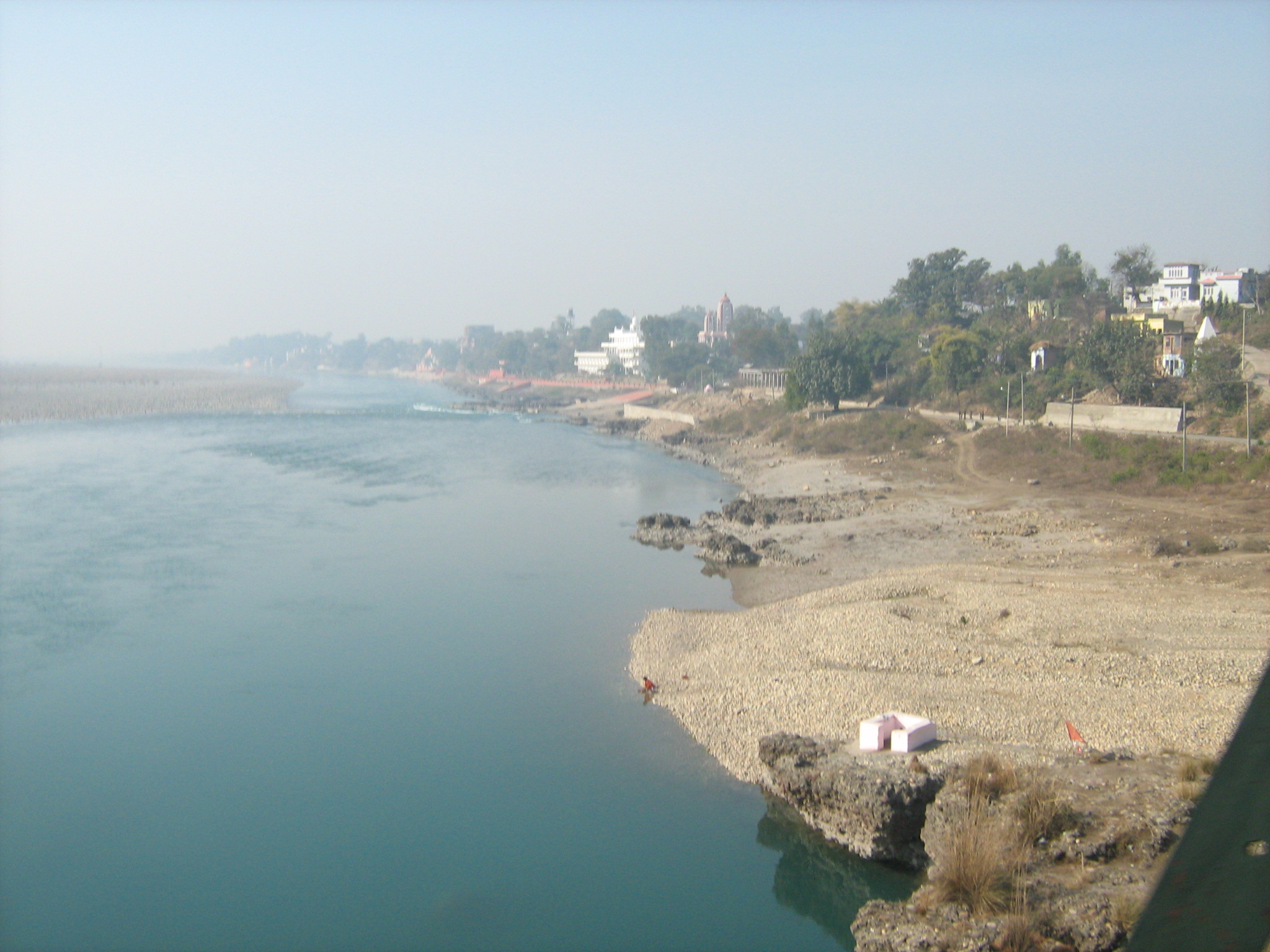
シェナブ川

鋼製上路式アーチ橋であり、全長1315m、河床からの高さは359m、橋脚の最大高さは132.5m、アーチ橋スパンは467mとされ、世界で七番目に巨大なアーチ橋となり、2022年12月までに完成予定である。
シェナブ川上流のユーダンプールとカシミール渓谷の北西端のバラムラの区間に建設している。橋脚は18本あり、その内の4本が西側、14本が東側に建設された。コンクリート製アプローチ橋の橋脚は長さ650m、鋼製橋脚は185m、床板幅は13.5mである。
2002年、ジャンムー・カシミール州（現・ジャンムー・カシミール連邦直轄領）の社会経済とインフラの強化、都市機能の分散などを目的としてインド鉄道省によるジャンムー・バラムラ線の未開通区間の敷設が認可された。また、ノーザン鉄道はインド独立後の公共交通機関で最大の国家プロジェクト・メガプロジェクトとして宣言した。インド国鉄の子会社のコンカン鉄道が建設しており、総工費は51.2億ルピー（約93億円3000万円）である。同路線が開通するとジャンムー・カシミール直轄領の冬季の主都ジャンムーとバラムラを約6時間半で接続可能となる。幅14mのデュアル・キャリッジウェイと1.2mの中央分離帯が設置される予定であり、歩道と自転車道も隣接して設置される。開業後は観光地として整備するほか、スポーツイベントとしてバンジージャンプやフットパス、サイクリングなどの開催が計画されている。
コンカン鉄道がプロジェクト全体の建設を担当している。シェナブ橋の建設は2004年にAfcons Infrastructure、大韓民国のUltra Construction & Engineering Company、ムンバイの金融仲介機関のVSK Indiaによって合弁事業として発注された。また、フィンランドのWSPグローバルとドイツのLAPがプロジェクトを受注し、オーストリアのVCE Vienna Consulting Engineers ZT GmbHとデンマークのJochum Andreas Seiltransporteが橋梁を再設計した。アクゾノーベルは橋梁の塗装を担当した。橋梁工事と同時進行のトンネル工事はVensar Construction companyが担当している。

### 安全対策
氷点下20℃の環境下や最大風速266km/h、地震対策としてインド工科大学が地盤を調査し、マグニチュード8クラスの地震などの自然災害に対して安全性があるとしている。また、カシミール紛争による治安悪化からテロが発生しやすいため、セキュリティ強化として耐爆風設計を採用しており、63mmの特殊防爆鋼が表面に使用されている。橋脚も最大40kgのTNT爆発に対する耐爆性があり、17本の橋脚の内の1本が変形した場合も崩壊しないとされる。また、警備としてCRPFが配備されている。
橋梁監視システムとして橋梁上にインド鉄道と防衛研究開発機構が共同開発したオンラインセキュリティシステムが導入されている。また、設計速度は100km/hとしており、風速90km/hを超過すると列車が通行不能となる。また、老朽化対策や定期的な塗装工事の負担減少として、15年以上の劣化や腐食を防止する特別な耐腐食性塗装技術が開発された。橋梁の耐用年数は120年を想定している。安定性評価は複雜な節理面を含む岩盤挙動のモデル化に適する汎用個別要素法解析コードUDECや3DECを使用し、両岸の形状をモデル化した上で荷重や応力、変形量を推定された。風荷重や静的力係数、突風緩衝作用、等価静的風荷重などはFORCE Technologyと共同して物理的な地形モデルと風洞実験室における実験より算出しており、最終的な構造決定に使用される。
インド鉄道規格（Indian Railway Standards）、インド道路会議（Indian Road Congress）、インド規格（Indian Standards）などは安全性が不十分だと判断されたため、英国規格（BS）やETCS、国際鉄道連合などの国際規格で補完された。

## 建設

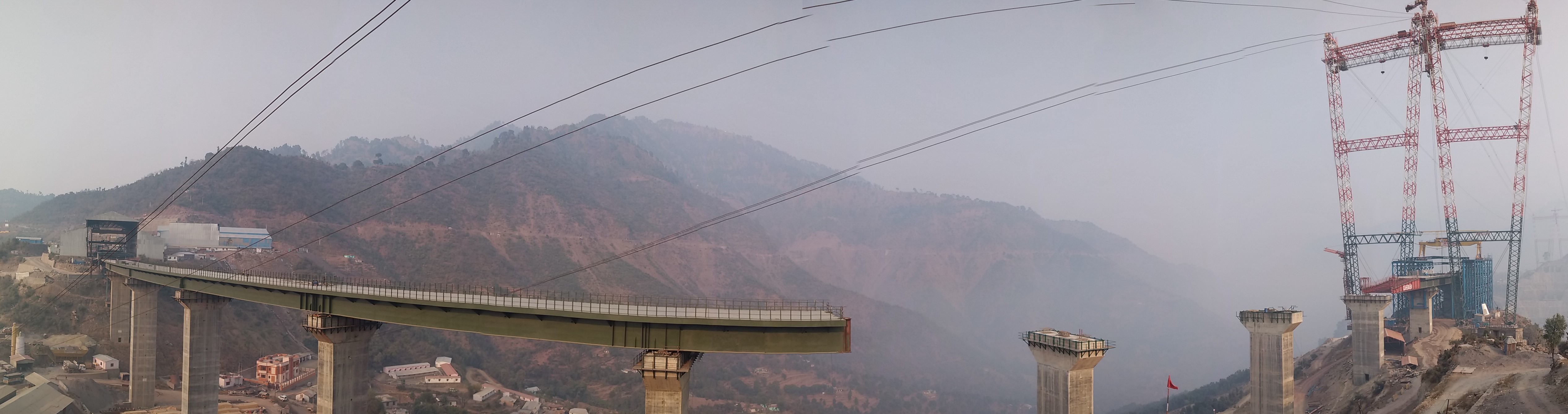
建設中の橋梁（2016年）

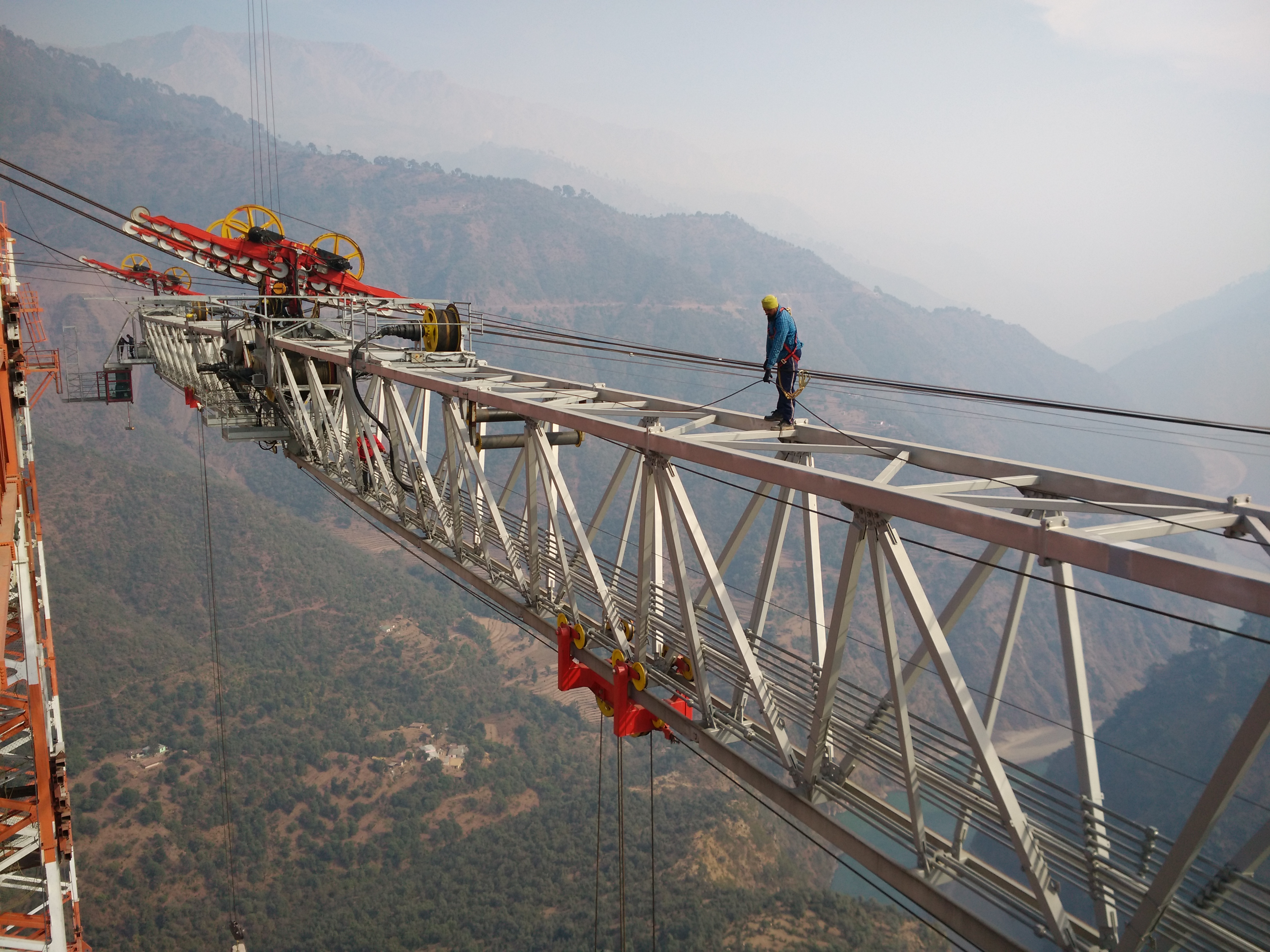
ケーブルクレーン架設工事（2016年）

入札段階で他の鋼製アーチ橋や斜張橋が検討されていたが、地質や建築資材の費用や運搬、施工などを考慮された結果、上路式鋼製アーチ橋と鉄筋コンクリート製連続高架橋が採用された。塗装が必要されない上に橋脚と支間を最小限にされるため、保守点検の負担が減少するとされる。
地質はシワリク丘陵地帯の堆積岩や凝灰角礫岩などから構成される第三紀層であり、大規模な破砕帯は存在せず安定しており、調査坑内でプレートロードテストや一面せん断試験を実施し、強度や変形特性などを同時に特定した。
シェナブ橋周辺はヒマラヤ山脈の複雑な地形により道路交通網が不十分なため、流路を阻害しない最長12mの部品が搬入可能な約5kmのアプローチ道路が両岸に建設され、現地で構築された。また、水道や電力系統が存在しないため、コンクリートを製造する際は山中の水を使用し、現地で発電されている。
2017年11月5日から開始したアーチの建設に際し、両岸の2本の基礎に20トンの移動式クレーンを設置された。送り出し工法により両岸のデリックから2本の鋼製リブ付アーチとトラスを溶接し、最終的に横スライド式の桁橋を両岸から接続する。また、高架橋の一部は曲線であるため、段階的に工事されている。
建設に際して鋼材2.463万トン、鉄筋5462トン、コンクリート46000立方メートル、掘削量800万立方メートルが必要とされている。2020年1月時点で鋼9010トンの内、5462トンの施工が完了しており、工事の83％が完了している。

## 沿革
1994年、ジャンムー・バラムラ線の鉄道敷設としてUSBRL（ユーダンプール - シュリーナガル - バラムラ rail link）プロジェクトが認可された。シェナブ橋を含む未開通区間の建設は2002年に国家プロジェクトとして宣言され、2003年に整備が開始し、2004年にシェナブ橋の建設が開始された。2007年8月15日までの竣工予定だったが、2009年12月に延長された。しかし、2008年7月に強風による安全性と実現性に対する懸念からシェナブ橋を含むプロジェクト全体の工事が中止された。その後、ルート変更案が提起されたが、2009年6月に鉄道委員会により安全性が再承認され、敷設も再認可された。同時にアーチ橋スパンは467mに変更された。2010年にプロジェクト全体の工事は再開され、シェナブ橋の工事は2012年に再開された。2013年、ルート変更案は廃止され、2015年に竣工予定だったが、2016年に延長した上に竣工されなかった。2017年11月に橋梁両岸の基礎工事の完了と同時にアーチや橋桁などの建設が開始し、2019年5月に竣工予定とされたが、用地買収の問題から2018年12月に2019年末までの竣工は困難だと発表された。また、新型コロナウイルス感染症の世界的流行により更に延長された。2021年2月、2022年12月に竣工予定と発表された。
- 1994年 - USBRLプロジェクトが開始[29]
- 2002年7月 - 未開通区間の敷設を国家プロジェクトとして宣言[24][29]
- 2003年 - 未開通区間の整備開始[10]
- 2004年8月 - シェナブ橋の建設開始[18][20]
- 2008年9月 - プロジェクト全体の工事中止[7][10][18][27]
- 2009年6月 - 鉄道委員会による安全性再評価と敷設再認可[10][21][26][27]
- 2010年 - プロジェクト全体の工事再開[7]
- 2012年7月 - シェナブ橋の工事承認[10]
- 2013年 - ルート変更案の廃止[26][27]
- 2017年11月5日 - 橋梁両岸の基礎工事完了、アーチや橋桁などの建設開始[20][24][30]
- 2019年8月 - 工程の80%が完了、2020年に竣工予定と発表[29]
- 2019年11月 - 工程の83%が完了、2021年3月に竣工予定[16]
- 2020年1月 - 開業予定が2021年12月に延長[13]、新型コロナウイルス感染症の世界的流行による延長[12][13]
- 2021年1月 - 同年3月までにアーチが竣工予定と発表[3]
- 2024年2月 - 鉄道の運行を開始する予定[33]